# 오모테고촌
오모테고촌(表郷村)은 후쿠시마현 니시시라카와군에 있던 촌이다. 2005년 11월 7일 오모테고촌 및 시라카와시, 히가시촌, 다이신촌 등 4개 시·촌이 합병하여 새로운 시라카와시가 설치되고 폐지되었다.

## 역사
- 1955년 2월 1일 - 고세키촌·가네야마촌·야시로촌 등 3개 촌이 합병해 오모테고촌이 성립하였다.
- 1970년 4월 1일 - 국도 289호가 제정되었다.
- 2005년 11월 7일 - 오모테고촌 및 시라카와시, 히가시촌, 다이신촌 등 4개 시·촌이 합병하여 새로운 시라카와시가 설치되고 폐지되었다.

## 교통

### 도로
- 국도 4호선